# Konkord (vrh)
Konkord ili Pik Soglasiya je planina u gorju Pamir, na afganistansko-tadžikistanskoj granici, oko 15 km južno od jezera Zorkul.